# فريدريك كارل فلوريان
فريدريك كارل فلوريان (بالألمانية: Friedrich Karl Florian)‏ هو سياسي ألماني، ولد في 4 فبراير 1894 في ألمانيا، وتوفي بنفس المكان في 24 أكتوبر 1975. حزبياً، نشط في الحزب النازي. انتخب عضو مجلس النواب الألماني من ألمانيا النازية وانتخب عضو مجلس النواب الألماني للجمهورية فايمار.

## روابط خارجية
- فريدريك كارل فلوريان على موقع مونزينجر (الألمانية)